# جينوبيديا
جينوبيديا هي منظمة لا ربحية تدير موقع ويكيبيديا المفتوح لرعاية صحة النساء الجنسية والإنجابية حول العالم. قام لاني فرايد بتأسيس الموقع عام 2016. يركز الموقع على صحة النساء،  ولكنه يهدف إلى إمداد الناس بمعلومات غير منحازة عن جميع الأجناس والأنواع الاجتماعية. تتضمن المواضيع الرئيسية التي نوقشت على الموقع: وسائل منع الحمل،  منع الحمل الطارئ، إجراء فحص للأمراض المنتقلة جنسياً، الأدوية، منتجات الطمث، وأطباء أمراض النساء، والحمل، والإجهاض، خدمات استشارية، موارد النساء وموارد LGBTQ والمقصود بهم المثليين وثنائي الجنس ومغايرو الهوية الجنسية. اعتباراً من نوفمبر 2017، قام الموقع بتغطية ما يقرب من 100 مدينة بمعلومات واسعة النطاق عن تنوع المصادر المتاحة فيما يتعلق بالصحة الجنسية والإنجابية. هذا الموقع باللغة الإنجليزية في المقام الأول، لكن بدأ مترجمون متطوعون في ترجمة الصفحات إلى لغات أخرى، مثل الفرنسية. يهدف الموقع إلى إضافة لغات أكثر، وأن يصبح مصدر قيّم لكثير من المستخدمين حول العالم.